# Regional Preferente de La Rioja 2020-21
La temporada 2020-21 de Regional Preferente de La Rioja de fútbol comenzó el 17 de enero de 2021. Durante esta campaña era el quinto y último nivel de las Ligas de fútbol de España para los clubes de La Rioja, por debajo de la Tercera División de España.

## Sistema de competición
El sistema de competición fue cambiado sobre la marcha al retrasarse el inicio de la competición, inicialmente previsto para el 8 de noviembre de 2020, a enero debido a las restricciones por la pandemia de Covid-19 en La Rioja. Finalmente, los 16 equipos se enfrentaron en un único grupo y a una sola vuelta en una versión reducida de la competición.
Los equipos que se clasificaran en los dos primeros puestos ascenderían directamente a Tercera RFEF, exceptuando filiales que ya dispongan de un equipo en la categoría inmediatamente superior. El mejor entre los no ascendidos se ganaría el derecho a disputar la eliminatoria previa de la Copa del Rey de la Temporada 2021-22.

## Clasificación[2]
| Pos. | Equipos                           | PJ | PG | PE | PP | GF | GC | Dif. | Pts. | Coef   |
| ---- | --------------------------------- | -- | -- | -- | -- | -- | -- | ---- | ---- | ------ |
| 1.   | C. At. River Ebro Promesas        | 14 | 11 | 1  | 2  | 41 | 14 | +27  | 34   | 2,4286 |
| 2.   | C. D. Cenicero                    | 15 | 10 | 3  | 2  | 31 | 22 | +9   | 33   | 2,2000 |
| 3.   | C. F. Rápid de Murillo            | 14 | 8  | 6  | 0  | 28 | 13 | +15  | 30   | 2,1429 |
| 4    | C. D. Aldeano                     | 15 | 9  | 3  | 3  | 32 | 18 | +14  | 30   | 2,0000 |
| 5    | C. Haro Deportivo "B"             | 14 | 8  | 3  | 3  | 27 | 16 | +11  | 27   | 1,9286 |
| 6.   | Peña Balsamaiso C. F.             | 15 | 7  | 6  | 2  | 19 | 12 | +7   | 27   | 1,8000 |
| 7.   | C. D. Autol                       | 15 | 7  | 4  | 4  | 27 | 19 | +8   | 25   | 1,6667 |
| 8.   | C. D. Bañuelos                    | 14 | 6  | 3  | 5  | 23 | 18 | +5   | 21   | 1,5000 |
| 9.   | C. D. San Marcial                 | 15 | 6  | 3  | 6  | 21 | 22 | -1   | 21   | 1,4000 |
| 10.  | Real Bethlehem C. F.              | 15 | 5  | 3  | 7  | 19 | 23 | -4   | 18   | 1,2000 |
| 11.  | C. D. Alfaro "B"                  | 15 | 5  | 2  | 8  | 29 | 29 | 0    | 17   | 1,1333 |
| 12.  | C. D. Pradejón "B"                | 15 | 5  | 1  | 9  | 23 | 33 | -10  | 16   | 1,0667 |
| 13.  | C. D. Salesianos Domingo Savio    | 15 | 4  | 2  | 9  | 16 | 28 | -12  | 14   | 0,9333 |
| 14.  | Racing Rioja C. F. Super Nova "B" | 15 | 2  | 3  | 10 | 17 | 30 | -13  | 9    | 0,6000 |
| 15.  | C. D. Arnedo "B"                  | 15 | 1  | 3  | 11 | 15 | 38 | -23  | 6    | 0,4000 |
| 16.  | C. D. San Lorenzo                 | 15 | 1  | 0  | 14 | 12 | 45 | -33  | 3    | 0,2000 |

Pos. = Posición; Pts = Puntos; PJ = Partidos Jugados; PG = Partidos Ganados; PE = Partidos Empatados; PP = Partidos Perdidos; GF = Goles Anotados; GC = Goles Recibidos; Dif. = Diferencia de gol
|  | Ascenso a Tercera División RFEF.              |
|  | Clasificado para la Copa del Rey 2021-22.     |
|  | El club no compite en la siguiente temporada. |

### Tabla de resultados cruzados
| Local \ Visitante              | ARI | CEN | RAP | ALD | HAR | PEN | AUT | BAN | SMA | RBE | ALF | PRA | SAL | RAC | ARN | SAN |
| ------------------------------ | --- | --- | --- | --- | --- | --- | --- | --- | --- | --- | --- | --- | --- | --- | --- | --- |
| C. A. River Ebro Promesas      | —   | 6–0 | 1–2 |     | 1–0 | 1–1 |     |     |     | 4–1 | 3–2 | 1–0 |     |     |     |     |
| C. D. Cenicero                 |     | —   |     | 3–2 | 2–1 |     | 1–1 | 1–0 |     |     |     |     |     | 1–0 | 5–2 | 4–1 |
| C. F. Rápid                    |     | 5–1 | —   |     |     | 1–1 |     | 2–2 |     |     | 3–1 |     | 1–0 | 3–0 | 3–1 |     |
| C. D. Aldeano                  | 2–3 |     | 0–0 | —   |     |     | 4–1 |     | 2–3 | 3–0 | 1–0 | 4–2 | 3–0 |     |     |     |
| C. Haro Deportivo "B"          |     |     |     | 1–2 | —   |     | 3–2 | 2–1 | 1–0 |     |     |     |     | 1–1 | 2–0 | 3–1 |
| Peña Balsamaiso C. F.          |     | 0–1 |     | 1–1 | 1–1 | —   |     | 2–1 |     |     |     |     | 0–0 | 2–1 | 1–1 | 2–0 |
| C. D. Autol                    | 0–1 |     | 0–1 |     |     | 2–1 | —   |     | 3–1 | 1–0 | 5–0 | 4–1 |     |     |     |     |
| C. D. Bañuelos                 |     |     |     | 0–1 |     |     | 1–1 | —   | 2–2 | 1–0 |     | 4–2 | 4–1 |     |     | 3–0 |
| C. D. San Marcial              | 2–1 | 0–3 | 1–1 |     |     | 1–2 |     |     | —   | 1–0 | 4–0 | 3–0 |     |     |     |     |
| Real Bethlehem C. F.           |     | 1–1 | 2–2 |     | 2–3 | 0–2 |     |     |     | —   | 3–1 | 4–2 |     |     | 2–1 |     |
| C. D. Alfaro "B"               |     | 2–2 |     |     | 1–1 | 0–1 |     | 4–1 |     |     | —   |     | 1–0 | 3–1 | 6–1 | 7–0 |
| C. D. Pradejón "B"             |     | 1–5 | 0–0 |     | 1–5 | 1–2 |     |     |     |     | 3–1 | —   | 4–0 | 2–0 | 2–0 |     |
| C. D. Salesianos Domingo Savio | 1–6 | 0–1 |     |     | 1–3 |     | 1–2 |     | 3–0 | 1–1 |     |     | —   | 4–1 | 2–0 |     |
| Racing Rioja C. F. "B"         | 1–2 |     |     | 3–3 |     |     | 1–1 | 0–1 | 0–2 | 0–2 |     |     |     | —   |     | 3–2 |
| C. D. Arnedo "B"               | 2–3 |     |     | 1–2 |     |     | 2–2 | 0–2 | 1–1 |     |     |     |     | 1–5 | —   | 2–0 |
| C. D. San Lorenzo              | 0–8 |     | 3–4 | 0–2 |     |     | 1–2 |     | 3–0 | 0–1 |     | 0–2 | 1–2 |     |     | —   |

## Datos y estadísticas

### Récords
| Récords de equipos       | Récords de equipos | Récords de equipos       | Récords de equipos | Récords de equipos           | Récords de equipos | Récords de equipos           | Récords de equipos              | Récords de equipos |
| Récord                   | Fecha              | Equipo/s                 | Local              |                              | Resultado          |                              | Visitante                       | Rep.               |
| ------------------------ | ------------------ | ------------------------ | ------------------ | ---------------------------- | ------------------ | ---------------------------- | ------------------------------- | ------------------ |
| Más goles en un partido  | 13/06/2021         | River Ebro Promesas (8)  | C. D. San Lorenzo  | Bandera de La Rioja (España) | 0 – 8              | Bandera de La Rioja (España) | C. Atlético River Ebro Promesas | Jornada 13         |
| Mayor victoria local     | 10/04/2021         | Alfaro "B"               | C. D. Alfaro "B"   | Bandera de La Rioja (España) | 7 – 0              | Bandera de La Rioja (España) | C. D. San Lorenzo               | Jornada 5          |
| Mayor victoria visitante | 13/06/2021         | River Ebro Promesas (+8) | C. D. San Lorenzo  | Bandera de La Rioja (España) | 0 – 8              | Bandera de La Rioja (España) | C. Atlético River Ebro Promesas | Jornada 13         |

Fuente: Fútbol Regional